# In the Wake of the Bounty
In the Wake of the Bounty ist ein australischer Film aus dem Jahr 1933, der unter der Regie von Charles Chauvel entstand und sich mit der Meuterei auf der Bounty aus dem Jahr 1789 befasst. Er ist das Filmdebüt für Errol Flynn als Fletcher Christian. Der Film enthält dokumentarische Elemente über das Leben im Pazifik und auf Pitcairn.

## Handlung
Chauvels Film verwendet einleitende, inszenierte Szenen, die die Meuterei zeigen, gefolgt von Dokumentarfilmen im anthropologischen Stil über die Nachfahren der Meuterer auf der Insel Pitcairn. Chauvel verwendete auch Aufnahmen von polynesischen Tänzerinnen und Filmaufnahmen von einem Unterwasserschiff, das er mit einem Glasbodenboot gefilmt hatte und von dem er annahm, dass es sich um die Bounty handelte, aber wahrscheinlich nicht. Dies war Chauvels erster „Tonfilm“, und er hatte zu diesem Zeitpunkt eindeutig noch nicht gelernt, mit Schauspielern zu arbeiten: Die Dialoge sind sehr steif und amateurhaft. Die Verwendung langer Abschnitte von Dokumentarfilmen mit einem Voiceover, kombiniert mit gespielten Szenen, ähnelt den Mischformen von Stumm- und Tonfilmen, die während des Übergangs zum Ton produziert wurden. Dies entspricht auch den Interessen des Regisseurs, der gegen Ende seiner Karriere mit der BBC-Fernsehserie Walkabout zum Dokumentarfilm zurückkehrte. Trotz der schlecht geschriebenen Dialoge behalten die dokumentarischen Abschnitte ihre hervorragende Qualität. Die Rückkehr zu Nachstellungen am Ende des Films mit einer modernen Szene, in der ein Kind leidet, weil es keine regelmäßigen Schiffsbesuche gibt, die das Kind ins Krankenhaus hätten bringen können, sollte den Film wahrscheinlich zu einem nützlichen Sprachrohr für die Gemeinschaft der Pitcairn-Inseln machen, die sich großzügig an dem Film beteiligt hatten.
Der Film mischte Nachstellungen mit Dokumentarfilmen und konzentrierte sich nicht so sehr auf die Meuterei selbst, sondern auf deren Folgen.

## Produktion
Vor Chauvels Film gab es mindestens eine weitere Verfilmung der Bounty-Geschichte, die von den Australiern Raymond Longford und Lottie Lyell in Neuseeland gedreht wurde: The Mutiny of the Bounty (1916). Dieser Film sollte der erste einer Reihe von Reiseabenteuern sein, die Chauvel für seine neue Firma Expeditionary Films drehen wollte.

## Dokumentarfilme
Im März 1932 verließ Chauvel mit seiner Frau Elsa und dem Kameramann Tasman Higgins Australien und segelte zur Insel Pitcairn. Dort drehten sie drei Monate lang unter teilweise extrem gefährlichen Bedingungen, indem sie in Walbooten um die Küste fuhren und an Seilen Klippen hochkletterten. Anschließend stiegen sie auf ein vorbeifahrendes Schiff um und fuhren nach Tahiti, wo sie zwei Monate lang weitere Aufnahmen machten.
Chauvel und sein Team kehrten im September nach Sydney zurück, wo das ungeschnittene Filmmaterial vom Zoll beschlagnahmt und von der Zensurbehörde gesichtet wurde. Sie verlangten, die Szenen mit den barbusigen tahitianischen Tänzerinnen herauszuschneiden. Chauvel protestierte und erreichte, dass ihm das Material ungeschnitten ausgehändigt wurde, vorbehaltlich einer Überprüfung durch die Zensur nach Fertigstellung des Films.
Im Oktober 1932 meldete Chauvel ein Drehbuch mit dem Titel The Story of Pitcairn Island an.

## Errol Flynn
Die Nachstellungsszenen wurden auf Kulissen gedreht, die im Studio von Cinesound Productions in Bondi gebaut wurden. Es gibt verschiedene Geschichten darüber, wie Errol Flynn gecastet wurde. Eine besagt, dass Chauvel sein Bild in einem Artikel über ein Yachtunglück mit Flynn sah, die andere besagt, dass er von dem Darsteller John Warwick entdeckt wurde. Sein Lohn wurde unterschiedlich angegeben: £3/10 pro Woche oder £10 pro Woche.
Später behauptete Flynn, er stamme von den Meuterern der Bounty ab.

## Probleme mit der Zensur
Als der Film der Zensur vorgelegt wurde, erhob diese Einwände gegen mehrere Szenen, darunter solche mit nackten Brüsten und Darstellungen von Auspeitschungen. Chauvel protestierte dagegen, dass die Tanzszenen von einem methodistischen Geistlichen beaufsichtigt wurden. Chauvel kündigte an, er werde Einspruch einlegen, und es gelang ihm, den Film zu genehmigen, nachdem man sich auf eine Kompromissfassung geeinigt hatte. Chauvel hatte die Zensur so sehr kritisiert, dass sich der Zollminister zu ihrer Verteidigung veranlasst sah.

## Veröffentlichung
Der Film wurde von Universal Pictures veröffentlicht, deren australischer Geschäftsführer Herc McIntyre im Laufe der Karriere des Regisseurs zu einem wichtigen Förderer Chauvels wurde. Der Film wurde an den Kinokassen als „mittelmäßiger“ Erfolg bezeichnet.

## Kritik
Die Kritiker äußerten sich im Allgemeinen positiv über das dokumentarische Material, nicht aber über die dramatischen Szenen.
Das australische Magazin Filmink urteilt über den Film:

„Er schafft das beachtliche Kunststück, eine der großen Sagen der Seefahrtsgeschichte in einen kaum sehenswerten Klamauk zu verwandeln. Für Flynn-Fans und die atemberaubenden Aufnahmen von Pitcairn Island ist er heute sehenswert. Die Dokumentarfilmszenen sind faszinierend, auch wenn man bei all dem, was wir heute über Pitcairn wissen, unweigerlich denkt: ‚Diese Mädchen haben wahrscheinlich schon mit zwölf Jahren angefangen, Sex zu haben‘. Die dramatischen Sequenzen sind reine Amateurszenen, als würde man sich eine Theateraufführung in einer Kleinstadt ansehen; Flynns Körperbau ist unbeholfen, er fühlt sich unwohl, selbst wenn er nur herumsteht, und seine schauspielerische Leistung ist völlig unzureichend... aber man versteht, warum er gecastet wurde – er hat bereits das Profil, die Stimme und einen Hauch von Charisma.“

## Verkauf von Filmmaterial
1935 wurden einige der dokumentarischen Szenen aus Chauvels Film von MGM gekauft und zu Trailern für den Hollywood-Film von 1935 über die Meuterei sowie für zwei kurze Werbe-Reiseberichte, Pitcairn Island Today (1935) und Primitive Pitcairn (1936), umgeschnitten.